# Volo Lufthansa 592
Il volo Lufthansa 592 era un volo passeggeri di linea regolare da Francoforte ad Addis Abeba, in Etiopia, dirottato l'11 febbraio 1993. L'Airbus A310-300 operato da Lufthansa era stato dirottato da Nebiu Demeke, un etiope in cerca di asilo che aveva costretto il pilota a volare fino all'Aeroporto Internazionale John F. Kennedy di New York. L'aereo è atterrato in sicurezza e l'uomo armato si è arreso pacificamente e senza incidenti. È stato accusato di dirottamento aereo da un tribunale distrettuale degli Stati Uniti e condannato a 20 anni di reclusione.

## Il volo
Il volo 592 era un volo internazionale operato da Deutsche Lufthansa AG tra l'aeroporto internazionale di Francoforte e l'aeroporto internazionale di Bole di Addis Abeba, in Etiopia, con una sosta intermedia all'aeroporto del Cairo in Egitto. L'aereo era un Airbus A310-300, codice di registrazione D-AIDM e in servizio dal 30 agosto 1991. Il volo trasportava 94 passeggeri e 10 membri dell'equipaggio.

## Il dirottatore
Nebiu Zewolde Demeke era nato il 24 settembre 1972 in Egitto. Suo padre, un economista, era prigioniero politico in Etiopia, e la famiglia Demeke si trasferì in Marocco dopo il suo arresto per sfuggire alle persecuzioni. Nebiu Demeke aveva studiato alla American School di Tangeri, in Marocco, dove era stato descritto come "distratto" ed "emotivo". Sua sorella maggiore, Selamawit, andò a studiare al Gettysburg College di Gettysburg, in Pennsylvania. Suo fratello maggiore, Demter, si iscrisse al Macalester College di St. Paul, Minnesota, e suo fratello minore, Brook, viveva nell'Indiana. Sebbene Demeke abbia tentato di raggiungere i suoi fratelli negli Stati Uniti, gli è stato negato un visto per studenti, e non è stato in grado di ricevere altrimenti il permesso di entrare legalmente nel paese.
Sei mesi prima del dirottamento, il ventenne Demeke si trasferì in Germania e chiese asilo politico. Quando ritirò la sua domanda di asilo, il governo tedesco gli acquistò un biglietto per il volo 592 di ritorno in Etiopia.
Demeke entrò in aeroporto con una pistola caricata a salve. Prima di raggiungere la sicurezza, mise la pistola sulla sua testa coprendola con un fedora in stile "Indiana Jones". Quando arrivò il momento di passare attraverso il metal detector, pizzicò la parte superiore del cappello e lo posò su un tavolo. Lo recuperò poco prima di salire sull'aereo.

## Il dirottamento
All'aeroporto di Francoforte, Nebiu Demeke approfittò della scarsa sicurezza dell'aeroporto infilandosi una pistola nel cappello e poi appoggiando il cappello su un tavolo adiacente allo scanner. Le guardie di sicurezza non erano così rigide come ora poiché l'incidente era avvenuto prima degli attacchi dell'11 settembre, e quindi permisero a Demeke di passare.
Circa 35 minuti dopo il decollo, quando l'aereo raggiunse l'altitudine di crociera nello spazio aereo austriaco, Demeke entrò nel gabinetto di prua. Si infilò un passamontagna nero e tirò fuori la pistola. Lasciando il bagno, entrò nella cabina di pilotaggio, sbloccata (le serrature elettroniche non erano ancora in vigore). Puntando la pistola alla testa del pilota, gli disse: "Se non giri a ovest, ti sparo"
(Il pilota Gerhard Goebel, in un annuncio ai passeggeri a bordo del volo 592.)
Demeke chiese di dirigere l'Airbus verso New York per chiedere asilo politico negli Stati Uniti. Dopo che gli fu detto che l'aereo avrebbe dovuto essere rifornito di carburante, Demeke accettò di consentire una sosta per il rifornimento ad Hannover, in Germania. L'aereo è atterrato all'aeroporto di Hannover-Langenhagen intorno a mezzogiorno ora locale, dove è stato circondato da agenti delle forze dell'ordine. Demeke rimase in cabina di pilotaggio con la pistola alla testa del pilota e minacciò di iniziare a uccidere un assistente di volo ogni cinque minuti. Le autorità tedesche permisero così all'aereo di partire dopo che Demeke minacciò di uccidere i suoi ostaggi, ma promettendo di arrendersi pacificamente al raggiungimento degli Stati Uniti.
Il pilota Gerhard Goebel riuscì a calmare Demeke durante il volo diretto a New York. Sebbene Demeke tenesse la pistola puntata alla testa di Goebel per tutta la durata del volo, si tolse il passamontagna. Goebel in seguito disse ai giornali che trascorse le ore cercando di costruire un rapporto con Demeke, che ammise di aver trascorso diversi mesi a pianificare il dirottamento. Entrambi gli uomini concordarono che, all'arrivo a New York, Goebel avrebbe dato a Demeke i suoi occhiali da sole in cambio della pistola.
L'aereo atterrò all'aeroporto internazionale John F. Kennedy intorno alle 16:00 EDT e rullò in una zona remota della pista. Una squadra di tre uomini per la negoziazione degli ostaggi era stata radunata nella torre di controllo del traffico aereo. Il detective della polizia di New York Dominick Misino parlò con Demeke alla radio, assistito dall'agente speciale dell'FBI John Flood e dal sergente investigativo della Port Authority Carmine Spano. Dopo 70 minuti di negoziazione Demeke barattò la sua pistola con gli occhiali da sole del pilota e si arrese pacificamente alle autorità. Tutti i 94 passeggeri e dieci membri dell'equipaggio rimasero illesi.

## Conseguenze
Nebiu Demeke venne arrestato e accusato di pirateria aerea presso la Corte Distrettuale degli Stati Uniti per il Distretto Orientale di New York a Brooklyn. Fu chiamato in giudizio il 12 febbraio 1993. Il giudice Allyne Ross ordinò che fosse trattenuto senza cauzione fino al suo processo. Demeke rimase convinto che non avrebbe trascorso alcun tempo in prigione e che gli sarebbe stato concesso asilo. Nel corso del suo processo venne trovato per due volte incapace di sostenerlo e gli vennero prescritti farmaci per la depressione e le allucinazioni. Si rappresentò da solo durante il suo processo di quattro giorni. Il giudice Sterling Johnson, Jr. lo dichiarò colpevole in un processo con giuria dopo un'ora di deliberazione e lo condannò al carcere fino al 2013.
La Germania fu duramente criticata dalla stampa internazionale per le misure di sicurezza lassiste nell'aeroporto di Francoforte che avevano permesso a Demeke di contrabbandare una pistola a bordo e per aver permesso all'aereo dirottato di partire dopo il rifornimento ad Hannover. L'aeroporto di Francoforte, l'aeroporto più trafficato d'Europa all'epoca, era stato recentemente preso di mira dopo l'abbattimento del volo Pan Am 103 sopra Lockerbie, in Scozia, nel 1988, quando gli investigatori scoprirono che l'esplosivo era stato caricato a Francoforte. Dall'attentato del 1988, l'aeroporto di Francoforte effettuò numerosi controlli di sicurezza e implementò procedure di sicurezza più rigorose.
L'incidente è stato il primo dirottamento transatlantico da quando cinque nazionalisti croati dirottarono il volo TWA 355 il 10 settembre 1976. In quell'incidente, il volo che collegava New York a Chicago era stato costretto a volare a Parigi, in Francia. Si trattò, a partire dal marzo 2021, anche dell'ultimo dirottamento transatlantico.
Nel 2012, il dirottamento è stato menzionato in un episodio della serie televisiva Hostage: Do or Die nell'episodio "The Last Transatlantic Hijacking".
L'aereo dirottato continuò a volare con Lufthansa rispettivamente dal 1993 al 1999 e dal 2001 al 2004. Il 12 agosto 1999, l'aereo fu successivamente noleggiato a Air Afrique e registrato nuovamente come TU-TAZ fino al 2001, sequestrato dall'affittuario all'aeroporto Charles de Gaulle. È stato poi restituito a Lufthansa nell'agosto 2001 fino al suo ritiro nel 2004. Il 20 febbraio 2004, l'aereo viene ventuto ad Air Transat, riregistrato come C-GTSI fino all'11 maggio 2009. Il 7 dicembre 2009 passò a Vertir Airlines (EK-31095) fino a maggio 2010, e dal 1 maggio entrò nella flotta di Mahan Air (EP-MNO), il suo proprietario definitivo. 
Attualmente opera regolarmente con Mahan Air.
D-AIDM, il codice di registrazione di questo velivolo sotto Lufthansa, viene in seguito assegnato, 18 anni dopo nel 2011, ad un Airbus A321-200.